# Claude Petit (maire de Nantes)
Pour les articles homonymes, voir Claude Petit et Petit.
Claude Petit, seigneur de La Bauche-Boislève et du Planty, fut avocat au parlement de Bretagne, sénéchal du prieuré de Notre-Dame-de-Toutes-Joies et maire de Nantes de 1736 à 1737.